# Wangari Maathai
Wangari Muta Maathai (ur. 1 kwietnia 1940 w Ihithe w dystrykcie Nyeri, zm. 25 września 2011 w Nairobi) − kenijska działaczka feministyczna i ekologiczna, założycielka Partii Zielonych Kenii – Mazingira, laureatka Pokojowej Nagrody Nobla w 2004. Pochodziła z plemienia Kikuju.

## Zarys biografii
Studiowała biologię na uczelniach amerykańskich i niemieckich. Doktorat w dziedzinie weterynarii obroniła na Uniwersytecie w Nairobi. Następnie wykładała anatomię na wydziale weterynarii tego uniwersytetu, zostając pierwszą w Afryce Wschodniej kobietą-profesorem.
Od 1976 działała w Maendeleo Ya Wanawake (Narodowa Rada Kobiet Kenijskich), a w latach 1981–1987 pełniła funkcję przewodniczącej tej organizacji. W okresie dyktatury prezydenta Daniela Moia działała w opozycji demokratycznej, domagając się wielopartyjnych wyborów.
W 1977 założyła w Kenii kobiecy Ruch Zielonego Pasa (ang. Green Belt Movement), który z czasem rozprzestrzenił się na sąsiednie kraje Afryki. W „zielonym pasie” zasadzono ponad 30 milionów drzew. Przyczyniła się także do stworzenia wielu nowych miejsc pracy (w szkółkach leśnych zatrudnienie znalazło kilkadziesiąt tysięcy Kenijek). Jednocześnie „zielony pas” stanowił próbę przeciwdziałania postępującemu pustynnieniu kontynentu i związanych z nim biedy i głodu. W 2003 założyła Partię Zielonych Kenii (ang. Mazingira Green Party of Kenya – słowo mazingira w języku swahili oznacza środowisko).
Wangari Maathai sprzeciwiała się wykupowi lasów przez osoby prywatne. W latach 2003–2005 sprawowała w kenijskim rządzie funkcję sekretarza stanu do spraw środowiska i zasobów naturalnych. Ponadto była zaangażowana w działania na rzecz praw człowieka w Kenii.
W 1984 otrzymała nagrodę Right Livelihood „za stworzenie masowego ruchu na rzecz zalesiania”. W 2004 została uhonorowana Pokojową Nagrodą Nobla za pracę na rzecz ochrony środowiska, rozwoju, demokracji i pokoju. Wcześniej Wangari Maathai zdobyła też szereg innych nagród oraz wyróżnień (m.in. nagrodę za działalność ekologiczną przyznawaną przez Fundację Goldmana w 1991 oraz Legię Honorową w 2006). W 2009 została odznaczona japońskim Orderem Wschodzącego Słońca.
Zmarła 25 września 2011 w szpitalu w Nairobi wskutek choroby nowotworowej.